# عادل‌خان قاراحمدوف
عادل‌خان قاراحمدوف (ترکی آذربایجانی: Ədilxan Qarəhmədov؛ زادهٔ ۵ ژوئن ۲۰۰۱) بازیکن فوتبال است.
وی همچنین در تیم ملی فوتبال زیر ۱۹ سال جمهوری آذربایجان بازی کرده‌است.